# Xã Greenwood, Quận Phillips, Kansas
Xã Greenwood (tiếng Anh: Greenwood Township) là một xã thuộc quận Phillips, tiểu bang Kansas, Hoa Kỳ. Năm 2010, dân số của xã này là 42 người.